# 公共广场

公共广场标志

公共广场（法語：Place Publique）是法国的一个中间偏左的社会民主主义政党，由拉斐爾·格魯克斯曼、克莱尔·努维安、乔·斯皮格尔和托马斯·波歇于2018年创建。2019年1月，该党声称拥有25000名成员。目前，该党是新人民阵线以及社会主义者和民主人士进步联盟的成员。